# Теория специфического психодинамического конфликта
Теория специфического психодинамического конфликта (или теория психосоматической специфичности, теория специфичности внутриличностного конфликта, тео́рия эмоциона́льного конфли́кта, теория специфичности интрапсихического конфликта, концепция специфического для болезни психодинамического конфликта) — психосоматическая теория, описывающая связи между различными психологическими гипотезами с конкретными физиологическими процессами. Включает в себя психологическую модель - обобщенный сценарий, описывающий закономерности психосоматического синдромогенеза, то есть происхождения и развития симптомов, их формирования в синдром, в психосоматическом расстройстве. Предложена американским психоаналитиком Францем Александером в 1950-х годах.
Ключевыми понятиями в модели психосоматической специфичности являются «вегетативный невроз» и «эмоциональное состояние». В рамках этой модели предполагается, что в результате реакции на ярко окрашенную жизненную ситуацию запускается цикл эмоциональных состояний, выход из которого может сопровождаться сбоем работы вегетативной нервной системы и, как результат, возникновением соматического проявления заболевания.

## Отличие конверсионного симптома от вегетативного невроза
Будучи вдохновленным идеями Зигмунда Фрейда, Александер возродил патогенетическую модель актуального невроза и, дополнив ее, сформулировал собственную психологическую модель развития заболеваний. Первой психоаналитической концепцией в психосоматике была теория конверсионного симптома. В рамках этой теории описывался внутренний конфликт, который получал некую «разрядку» в виде соматического проявления. Необходимо различать конверсионный симптом и вегетативный невроз.
Конверсионный симптом — это соматическое проявление внутреннего эмоционального напряжения, появившееся как попытка разрядить это напряжение. Важной особенностью конверсионного симптома является символический выбор пораженного органа. Ярким примером конверсионного симптома является блефароптоз как реакция на ситуацию, на которую пациент был «не в состоянии» смотреть. Вегетативный невроз, в отличие от конверсионного симптома, не только является выражением эмоционального состояния в соматическом проявлении, но и представляет собой реакцию организма на сильное эмоциональное состояние (постоянное или повторяющееся определенный период времени). Ниже представлен пример, приводящийся в работе Александера:

Повышенное кровяное давление под влиянием гнева не только не ослабляет гнев, но является собственно физиологической составляющей феномена гнева вообще. <…> таким образом проявляется адаптация тела к состоянию организма в критической ситуации. Точно так же рост уровня желудочной секреции под воздействием эмоционального желания пищи не является снятием эмоционального напряжения; это адаптивная подготовка желудка к приему пищи.— Франц Александер "Психосоматическая медицина. Принципы и практическое применение"

## Основные компоненты модели
Модель представляет собой два взаимосвязанных цикла, состоящих из нескольких групп переменных:
- Особенности развития личности, в том числе набор защитных механизмов, сформированные внутренними конфликтами.
- Ярко окрашенные эмоциональные жизненные ситуации, способствующие оживлению внутреннего конфликта.
- Соматическая предрасположенность конкретного органа (диспозиция), определяющая дальнейшее развитие симптомов заболевания.

## Описание схемы модели

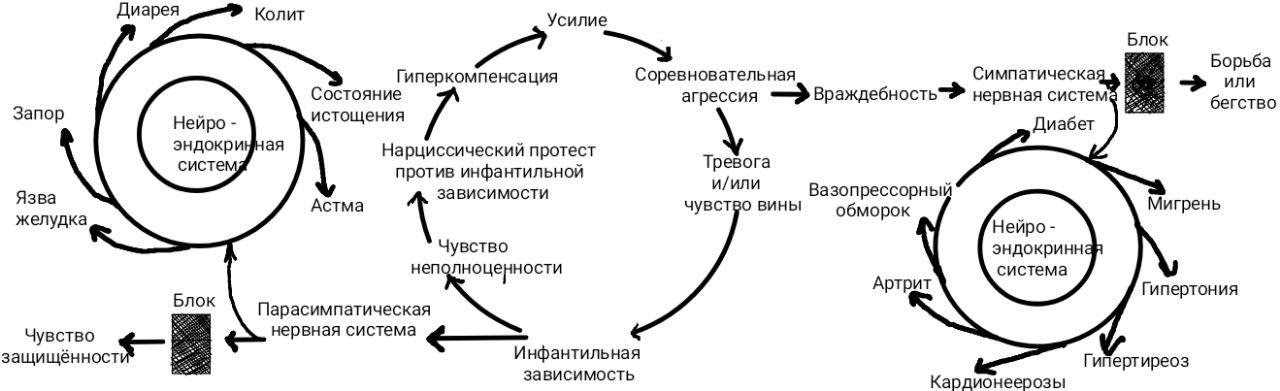
Схема модели специфического психодинамического конфликта (на примере конкретных соматических проявлений)

В начале происхождения вегетативного невроза лежит цикл эмоциональных состояний, спровоцированных внешней ситуацией. Дойдя до определенной стадии, организм стремится выйти из этого цикла для достижения определенной цели. Этой целью может быть:
- Бегство или борьба
- Состояние защищенности

В зависимости от цели, в процесс включается симпатический (если цель — бегство или борьба) или парасимпатический (если целью является достижение чувства защищенности) отдел вегетативной нервной системы. На данном этапе может произойти сбой — по какой-то причине поставленная цель не может быть достигнута. В этом случае запускаются процессы нейро-гуморальной регуляции, которые в режиме «сбоя» могут привести к возникновению патологических соматических проявлений.

## Критика
Несмотря на значимый вклад в развитие психосоматической медицины и появление современных психологических моделей психосоматического синдромогенеза, теория специфического психодинамического конфликта более не считается актуальной и несет в себе скорее историческою ценность. Кроме того, существует ряд особенностей данной теории, подвергнутых критике в более поздних работах на данную тему.
В основном критические утверждения относятся к области проверки данной теории: Александер разработал концепцию психодинамического конфликта, опираясь на описание "чикагской семерки" - семи психосоматических болезней, выделенных в данную группу самим Александером, хотя психосоматические расстройства представляют собой куда более широкий спектр заболеваний и не ограничиваются данным списком.  
Также ряд авторов критически отнесся к тезису, что определённое эмоциональное состояние создает определенный физиологический синдром. Хотя психосоциальные факторы играют весомую роль в возникновении и течении психосоматических болезней, эти факторы не определяют конкретный механизм возникновения синдрома, а лишь играют роль одного из ряда факторов, влияющих на течение болезни неспецифическим образом. 